# Chiridota peloria
Chiridota peloria is een zeekomkommer uit de familie Chiridotidae.
De wetenschappelijke naam van de soort werd in 1930 gepubliceerd door Elisabeth Deichmann.